# De huisgenoot
De huisgenoot is een hoorspel van André Kuyten, dat bekroond werd met de ANV-Visser Neerlandia-prijs in 1973. De NCRV zond het uit op maandag 10 mei 1976, van 22:38 uur tot 23:00 uur. De regisseur was Ab van Eyk.

## Rolbezetting
- Jan Borkus (Harm Damsté)
- Corry van der Linden (Thea, zijn vrouw)
- Joke Reitsma-Hagelen (Willie, zijn dochter)
- Olaf Wijnants (Kees, zijn schoonzoon)
- Cees van Ooyen (Louis Steenbeek)
- Paula Majoor (Eva, zijn vrouw)
- Hans Karsenbarg (een dokter)

## Inhoud
De auteur heeft een werkelijk gegeven – een man die overspannen wordt en het niet meer ziet zitten – naar een onwerkelijke kant getrokken, waardoor de problematiek goed overkomt. Midden in de nacht worden Harm en zijn vrouw Thea uit bed gebeld door Louis, hun vriend. Louis heeft het eigen echtelijke bed verlaten en hij smeekt zijn vrienden hem bij zich in huis te nemen. Dat doen ze, zij het met duidelijke tegenzin. Ze nemen hem kwalijk dat hij zelfs zijn vrouw niet heeft wakker gemaakt om te zeggen wat hij ging doen. Louis doet steeds vreemder, wil niet meer weg; kortom, Louis beleeft een duidelijke crisis. Op het laatst loopt de goede Louis zelfs blaffend door het huis van zijn vrienden, maar wel tevreden. Aan het slot van het spel zegt Thea: “We hebben echt geen last van hem, eigenlijk wel veel gemak. Regelmaat, dat is het eerste wat ie nodig heeft. Op tijd eten, op tijd slapen…”